# Sarah Yorke Jackson
Sarah Jackson, da nubile Yorke (Filadelfia, luglio 1805 – Nashville, 23 agosto 1887), è stata una politica statunitense, First lady degli Stati Uniti d'America pro tempore dal 1834 al 1837 durante la presidenza di suo suocero Andrew Jackson.

## Biografia
Sarah Yorke nacque nel luglio 1805 (la data precisa è sconosciuta) in una famiglia benestante di Filadelfia, Pennsylvania. Discendeva da quaccheri inglesi, e il suo bis-bisnonno era stato giudice e ufficiale della corona d'Inghilterra prima di emigrare negli Stati Uniti. Suo padre Peter Yorke, capitano di mare e mercante, morì nel 1815, mentre sua madre Mary Haines nel 1820 durante un viaggio a New Orleans, lasciando Sarah e le sue due sorelle, Jane e Marion, orfane: venne quindi allevata da due zie, mogli di George Farquhar e Mordecai Wetherill.
Il 24 novembre 1831 sposò il figlio adottivo del Presidente degli Stati Uniti Andrew Jackson, Andrew Jackson Jr., nella Prima chiesa presbiteriana di Filadelfia. La coppia si diresse immediatamente alla Casa Bianca, dove il Presidente diede numerose feste in onore della nuora; la lasciò solo nella tarda primavera 1832 per trasferirsi all'Hermitage, la piantagione dei Jackson in Pennsylvania, di cui Sarah assunse la gestione. Qui partorì la sua primogenita, Rachel, così chiamata in ricordo della defunta moglie del Presidente, Rachel Donelson Jackson. Yorke tornò alla Casa Bianca in due occasioni: per il matrimonio della cugina Emma Yorke Farquhar con il fratello gemello di suo marito, Thomas Jefferson Donelson, nel settembre 1832, e per il secondo insediamento presidenziale di Jackson nel febbraio 1833. Insieme alla propria famiglia trascorse l'estate con il Presidente in Virginia, e in agosto tornò all'Hermitage, dove diede alla luce il suo secondogenito, Andrew, nell'aprile 1834.
Dopo la parziale distruzione dell'Hermitage a causa di un incendio, il 26 novembre 1834 Yorke ritornò alla Casa Bianca, venendone nominata co-hostess insieme alla nipote di Jackson, Emily Donelson. Fu il primo caso di doppia gestione della residenza presidenziale nella storia della Casa Bianca; tra le due donne non ci fu alcuna rivalità. Nel 1835 Yorke trascorse alcuni mesi lontana da Washington per andare a trovare dei parenti e ordinare nuovi mobili per l'Hermitage, e insieme a Donelson organizzò una grande festa di Natale per i bambini della famiglia alla Casa Bianca. Nel marzo 1837 supervisionò l'imballaggio e la spedizione degli averi del Presidente Jackson in vista del suo pensionamento, il quale segnò anche il ritorno di Yorke e della sua famiglia all'Hermitage. Qui partorì altri tre figli – Samuel, Thomas e Robert – ed ospitò sua sorella Marion, rimasta vedova, insieme ai nipoti John, Andrew e William.
Alla morte del Presidente Jackson nel 1845, Yorke e il marito si ritrovarono fortemente indebitati e impossibilitati a conservare il proprio tenore di vita. Affidato l'Hermitage a due schiavi fidati, si trasferirono quindi in Mississippi tra il 1858 e il 1860. Yorke trascorse l'ultimo periodo della sua vita all'Hermitage, dove morì il 23 agosto 1887.